# Pavel Stolbov
Pavel Afanas'evič Stolbov (in russo Павел Афанасьевич Столбов?; Chrustal'nyj, 30 agosto 1929 – Mosca, 16 giugno 2011) è stato un ginnasta sovietico, dal 1991 russo.

## Palmarès

### Olimpiadi
- 1 medaglia:
  - 1 oro (Melbourne 1956 nel concorso a squadre)

### Mondiali
- 5 medaglie:
  - 1 oro (Mosca 1958 nel concorso a squadre)
  - 3 argenti (Mosca 1958 nel cavallo con maniglie; Praga 1962 nella barra orizzontale; Praga 1962 nel concorso a squadre)
  - 1 bronzo (Mosca 1958 nelle parallele)